# Waux-hall de Spa

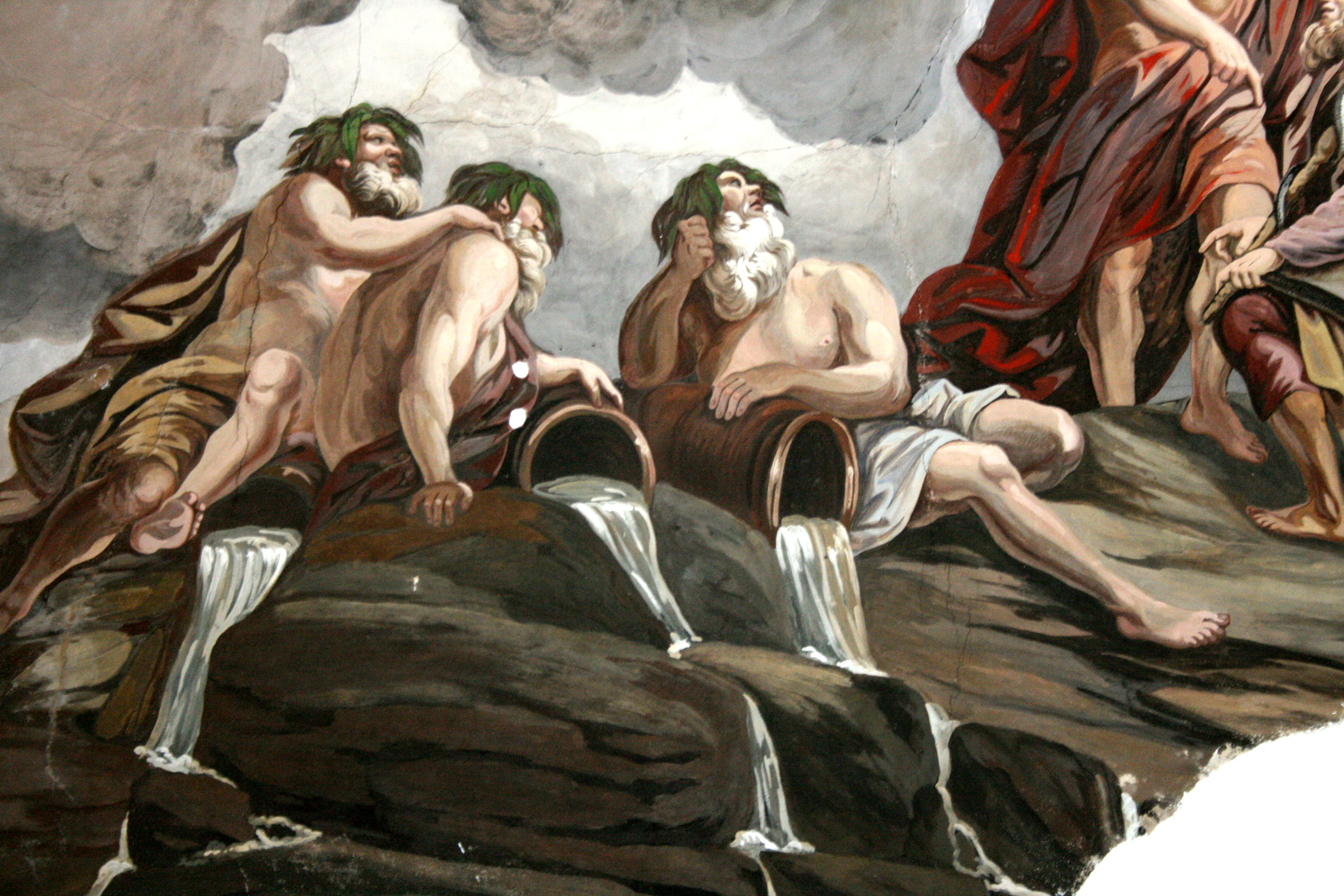
Plafond peint de la salle de bal. Scène mythologique.

Le Waux-hall de Spa (Belgique) est un lieu de divertissement, regroupant salle de bal, salle de concert et débit de boisson, inauguré en 1770.

## Historique
En concurrence à l’érection de la maison d’assemblée La Redoute, premier casino moderne du continent européen (1763) , le waux-hall de Spa ouvre ses portes en 1770, malgré l’octroi exclusif accordé à la première par le prince-évêque. Cette polémique donnera naissance à l'« affaire des jeux de Spa », qui verra naître un accord entre les deux premières maisons d’assemblée. Ces salles d'assemblée participeront à la consécration de Spa comme Café de l'Europe en 1781. Il se bâtira en 1785 une troisième maison concurrente, le salon Levoz. L'ouverture du salon Levoz constitue une infraction à la réglementation relative aux jeux. Cette « affaire des jeux de Spa » constituera une des causes de la révolution liégeoise de 1789.
Lors de son deuxième séjour à Spa (1787), il semble que Mme de Genlis appréciait particulièrement la nouvelle maison d’assemblée, le Waux-hall, à l’écart du centre de Spa, dans un décor plus bucolique, plus que celle de la maison de jeux qui l'a précédé, la Redoute, à l'initiative du Magistrat au cœur de la cité.
Le Waux-hall de Spa est l’œuvre de l’architecte Jacques-Barthélemy Renoz, du stucateur Antoine-Pierre Franck et du peintre Henri Deprez. Il est le rare témoin architectural d’une des plus vieilles salles de jeux d’Europe. La Redoute a subi plusieurs incendies et l’actuel Casino de Spa, reconstruit en lieu et place, ne comprend malheureusement plus de pièces originales de 1763.
Le Musée de la lessive, inauguré en 1993, fut installé dans le Waux-hall jusqu'en 2012.
En 1999, le Waux-hall est inscrit sur la liste de sauvegarde de l'Institut du patrimoine wallon. Un chantier de restauration de l’extérieur a débuté le 15 mars 2006 pour une durée d’un an. Le 1er juillet 2005 s’est créé le Club d’affaire européen de la région liégeoise, Waux-hall club, qui a programmé son implantation dans le Waux-hall rénové.